# Szubieniczna (Góry Kaczawskie)
Szubieniczna (niem. Galgenberg)  (325 m n.p.m.), wzniesienie w północno-zachodniej części Północnego Grzbietu Gór Kaczawskich, w Sudetach Zachodnich, kończące ten grzbiet na północnym zachodzie, na prawym Brzegu Bobrem, w pobliżu Wlenia.
Zbudowane ze skał osadowych – permskich (czerwony spągowiec) zlepieńców i piaskowców oraz dolnotriasowych (pstry piaskowiec) piaskowców, należących do niecki północnosudeckiej. Porośnięty lasem świerkowo-bukowym z polanami i łąkami. Widoki na Pogórze Izerskie.